# Sylvia von Harden
Sylvia von Harden (* 28. März 1894 in Hamburg; † 4. Juni 1963 in Croxley Green (Rickmansworth/Hertfordshire); eigentlich: Sylvia von Halle, ab 1922: Sylvia Lehr) war eine deutsche Lyrikerin und Journalistin.
Eine gewisse Bekanntheit als Beispiel für die Neue Sachlichkeit erlangte Otto Dix’ Bildnis der Journalistin Sylvia von Harden (1926), das sich im Musée National d’Art Moderne im Centre Pompidou in Paris befindet.

## Leben
Sylvia war das neunte von elf Kindern der Familie des Hamburger Prokuristen Benjamin von Halle. Sie besuchte bis 1912 eine Schule in Berlin und blieb anschließend bis 1915 in ihrem Elternhaus, dessen "bürgerliche Atmosphäre" sie allerdings nicht mehr ertragen wollte. Bis 1921 arbeitete sie für den Verlag Rauscher in Zürich, ihr Lebensgefährte war in dieser Zeit der frühexpressionistische Dichter Ferdinand Hardekopf. Danach zog sie nach Berlin. Dort heiratete sie 1922 den Schriftsteller Friedrich Carl Lehr. Die Ehe dauerte nur wenige Wochen, da sich Lehr Ende Januar 1922 das Leben nahm.
Als Journalistin arbeitete sie unter anderem für das Berliner Tageblatt, die Berliner Volks-Zeitung und die Prager Presse.
1933 emigrierte sie über die Schweiz und Italien nach England. In den späteren Jahren verfasste sie Buchkritiken und Artikel für Zeitungen in England und Deutschland (Frankfurter Rundschau).

## Werke
- zus. m. Leo Scherpenbach (Hrsg.): Die Bücherkiste: Monatsschrift für Literatur, Graphik und Buchbesprechung. München: Bachmair 1919–1921 (Nachdruck: Nendeln/Liechtenstein: Kraus 1977)
- Verworrene Städte 1920
- Robespierre: Eine Novelle. [um 1924]
- Die italienische Gondel: Gedichte 1927
- Das Leuchtturmmädchen von Longstone. 1958 (Jugendbuchreihe Silberstern Nr. 74)
- Bernd Jentzsch (Hrsg.): Sylvia von Harden – Iwar von Lücken (Gedichte, Bilder, Lebenszeugnisse) (Poesiealbum, Band 152) Chidher-Verlag, Flamersheim 2012.